# Johann Benedict Carpzov II
Pour les articles homonymes, voir Carpzov.
Johann Benedict Carpzov II (né le 24 avril 1639 à Leipzig, mort le 23 mars 1699 dans la même ville) est un théologien protestant et philologue allemand.

## Biographie
Carpzov est le fils de Johann Benedikt Carpzov. Il bénéficie d'une solide éducation dispensée par des professeurs privés, puis va à l'école Saint-Thomas de Leipzig. En 1654, il s'installe à l'université de Leipzig et acquiert la même année le baccalauréat universitaire des arts libéraux. En 1655, il se rend à l'université d'Iéna, où il assiste aux conférences de Christian Chemnitz, Johann Frischmuth et Johann Andreas Bose. En 1656, il vient à l'université de Strasbourg, est accepté par Jean Schmidt et entend des conférences de Johann Conrad Dannhauer, Sébastien Schmidt et Jean Henri Boecler. En 1657, il revient à Leipzig, et après la mort de son père, il retourne à Strasbourg, où il finit ses études. En 1658, il entreprend, selon les intérêts savants de l'époque, un voyage éducatif.
Au cours de ce voyage, il visite Tübingen, Ulm, Ratisbonne, Nuremberg, Altdorf et Heidelberg. En passant par Francfort-sur-le-Main, où il voit le couronnement de l'empereur Léopold, il retourne à Strasbourg, où il tient sa disputatio finale. Il se rend ensuite à Bâle et retourne à Leipzig fin 1658, où il donne la meilleure disputatio et obtient le magistère de la faculté de philosophie. L'année suivante, il donne des conférences sur l'hébreu, dont il a des connaissances particulières, et se concentre sur une étude théologique avec Johann Hülsemann, Hieronymus Kromayer, Martin Geier et Johann Adam Schertzer.
En 1662, il devient à Leipzig prédicateur de l'église Saint-Nicolas, en 1665 est à la chaire d'éthique, en 1668 licencié en théologie et professeur de langues orientales, en 1674 archidiacre, en 1678 docteur en théologie et pasteur en 1679 à l'église Saint-Thomas de Leipzig. Puisqu'il est également professeur titulaire de la faculté de théologie, il participe aux tâches d'organisation de l'université. Il administre le bureau du doyen de la faculté de théologie à plusieurs reprises et en 1679, 1691 et 1697 le rectorat de l'université de Leipzig.
Bien qu'il sympathise avec les vues de Philipp Jacob Spener, il prend des mesures décisives contre la propagation du piétisme à Leipzig.
En 1697, il devient éphore des étudiants du royaume de Pologne et de l'électorat de Saxe, assesseur au consistoire de Leipzig, chanoine à Meissen et décemvir. Il est infecté par une grippe et meurt de ses conséquences. Le 30 mars 1699, son corps est enterré à Leipzig.